# Кримови Михайло та Людмила
Михайло і Людмила Кримови — джазові музиканти з Дніпропетровська. Починали творчу кар'єру у складі відомої в Радянському Союзі джаз-рокової групи «Кредо». З 1992 року подружня пара працює дуетом. Основний інструмент Михайла — бас-гітара з двома грифами. У Людмили це — скрипка і вокал. Також використовуються сопілка, перкусія. Попри те, що грають удвох, тандем звучить як маленький оркестр. Широта звучання досягається використанням секвенсорів.
Фахівці і критики вважають дует унікальним явищем не тільки української, але й європейської музичної культури. Авторські композиції представляють незвичайний сплав різноманітних стилів і напрямів. Музикантам вдалося створити неповторний синтез класичного джазу, східної медитативної музики, чіл-аута.
Дует часто запрошують виступати в джаз-клубах і на фестивалях як в Україні, так і за її межами. Музика Кримових звучала з концертних майданчиків Росії, Польщі, Австрії, Німеччини, Швейцарії.

## Дискографія
- 1997: Там, где нас нет
- 2006: Там, где нас нет-II